# Eriopyga pariole
Eriopyga pariole là một loài bướm đêm trong họ Noctuidae.